# 川上徹也
川上 徹也（かわかみ てつや）は、日本のコピーライター、著作家。湘南ストーリーブランディング研究所代表、宣伝会議クリエイティブライティング講座講師。大阪府大阪市出身、大阪大学人間科学部卒業。父親は写真家の川上緑桜。

## 概要
2008年より作家としても活動し、ビジネスにおける「物語」や「言葉」をテーマに50冊以上の書籍を出版している。うち20冊以上が翻訳され、海外（台湾・中国・韓国・ロシア・タイ・インドネシア）にも展開されている。ストーリーブランディングという概念を『仕事はストーリーで動かそう』（2008）『価格、品質、広告で勝負していたら、お金がいくらあっても足りませんよ』（2009）で発表した。多くの人が感動してしまう物語の法則を「ストーリーの黄金律」と名付けたことでも知られる。 

## 経歴
大阪府大阪市生まれ。
大阪府立今宮高等学校を経て大阪大学人間科学部を卒業。大学時代はニホンザルの社会構造の研究に従事する傍ら社会心理学に関心を寄せ、「人の心を動かす」という点で広告業界に興味を持ったと述べている。
大手広告代理店に入社。テレビスポット部や営業局を経由し、クリエイティブ局へて独立。
東京コピーライターズクラブ（TCC）新人賞、フジサンケイグループ広告大賞制作者賞、広告電通賞、ACC賞ほか多数受賞。
2008年（平成20年）湘南ストーリーブランディング研究所設立。
2008年（平成20年）11月、クロスメディアパブリッシングから初の著書 『仕事はストーリーで動かそう！』を出版。デキる人、売れてる商品、魅力的な会社は相手が共感するストーリーをつくり、語ることで成果をあげていることを実例と実践方法で紹介。以後、より作家としても活動。政治家の演説にまつわる著書も複数あり、演説分析家としてメディアで登場することも多い。書店好きとして知られ、書店にまつわる著書も複数ある。
現在は、ブランドの魅力を物語にして伝える「ストーリーブランディング」という手法を確立し、企業や団体のマーケティング・アドバイザーとして活動。ジャンルの垣根を超えて、様々なものの魅力を伝え続けている。宣伝会議クリエイティブライティング講座講師。
著書の多くがビジネスにおける「物語」と「言葉」の使い方をテーマにしている。それ以外にも「書店」をテーマにした書籍（『本屋さんで本当にあった心温まる物語』『仕事で大切なことはすべて尼崎の小さな本屋で学んだ』）や演説をテーマにした書籍(『あの演説はなぜ人を動かしたのか』 『独裁者の最強スピーチ術』)などもある。海外(台湾・中国・韓国・ロシア・タイ・インドネシア）においても著作が翻訳され、展開されている。

## 人物
- 書店好き[10]
- 神社好き[10]
- 広告でのコピーライティングにとどまらず、「経営理念」「スローガン」「制度名」「プロジェクト名」などの「言葉」を変えることで、会社や団体の業績を伸ばしている[11]。
- 全国各地での講演や講座で「言葉」の重要性を説いている。ビジネスにとどまらず、色々な分野の「言葉を変える」ことで「社会を変える」「世界を変える」ことを目指す。信条は「言葉が変われば世界が変わる」[11]。
- 京都産業大学のスローガン「むすんで、うみだす」は川上が作ったもの。京都都産業大学の「産業」には創始者が「むすびわざ」と説き、「新しい業（わざ）をむすぶ ＝新たな価値を生み出す」という期待を込めた。川上は「むすび」という言葉に着目した。他の生物も、この世に存在している物質も、すべて元を正せば何かと何かがむすばれて産まれたものと[12]。

## 受賞歴
- 東京コピーライターズクラブ新人賞[10]
- フジサンケイグループ広告大賞製作者賞[10]
- 広告電通賞[10]
- ACC賞[10]
- フジテレビバラエティプランナー大賞[10]
- 吉本興業創作落語大賞優秀賞[10]

## 著書
- 『仕事はストーリーで動かそう！』（クロスメディアパブリッシング、2008年11月12日）　ISBN 978-4844370505
  - 『ずっと売れる！ストーリー』（日経BP《日経ビジネス人文庫》、2016年6月1日文庫化）　ISBN 978-4532197971
- 『価格、品質、広告で勝負していたら、お金がいくらあっても足りませんよ』（クロスメディアパブリッシング、2009年6月15日）　ISBN 978-4844370666
- 『あの演説はなぜ人を動かしたのか』（PHP研究所《PHP新書》、2009年10月16日）　ISBN 978-4569773759
- 『明日会社がなくなっても、自分の名前で勝負できますか?』（クロスメディアパブリッシング、2009年12月14日）　ISBN 978-4844370833
- 『キャッチーコピー力の基本 ひと言で気持ちをとらえて、離さないテクニック』（日本実業出版社、2010年7月23日）　ISBN 978-4534047342
- 『イメージ通りに仕事が運ぶビジネスマンのシナリオノート : ビジネス脚本家が教える、自分の考えをまとめ、先手先手の仕事をする方法』（クロスメディアパブリッシング、2010年9月13日）　ISBN 978-4844371052
- 『小さいけれどみんなが好きになる モテル会社』（あさ出版、2011年6月24日）　ISBN 978-4860634667
- 『自分の言葉で語る技術』（クロスメディアパブリッシング、2011年8月12日）　ISBN 978-4844371298
- 『星が岡のチンパンジー：無名の小さなお店が有名な大きなお店に勝つたったひとつの戦略』（ディスカヴァー トゥエンティワン、2012年2月16日）　ISBN 978-4799311264
- 『独裁者の最強スピーチ術』（星海社、2012年4月26日　ISBN 978-4061385177
- 『本屋さんで本当にあった心温まる物語』（あさ出版、2012年11月16日）　ISBN 978-4860635664
- 『いいね！がお金に変わる魔法のマーケティング』（フォレスト出版、2012年12月8日）　ISBN 978-4894515437
- 『なぜ、真冬のかき氷屋に行列ができるのか?』（日本実業出版、2013年5月23日）　ISBN 978-4534050786
- 『自分のことを話すのが苦手でいつも損している』（廣済堂出版、2013年5月28日）　ISBN 978-4331517345
- 『新潟発アイドルNegiccoの成長ストーリーこそ、マーケティングの教科書だ』（祥伝社、2014年3月14日）　ISBN 978-4396614829
- 『物を売るバカ』（角川書店、2014年5月9日）　ISBN 978-4041015674
- 『読むだけであなたの仕事が変わる 「強い文章力」養成講座』（ダイヤモンド社、2014年6月13日）　ISBN 978-4478027097
- 『答えはすべて本に書いてある』（あさ出版、2015年4月23日）　ISBN 978-4860637101
- 『1行バカ売れ』（角川書店、2015年8月7日）　ISBN 978-4041027523
- 『あなたの「弱み」を売りなさい。 戦わずに売る 新しいブランド戦略』（ディスカヴァー携書、2015年11月19日）　ISBN 978-4799317785
- 『こだわりバカ』（角川書店、2016年6月10日）　ISBN 978-4040820880
- 『一言力』（幻冬舎、2016年11月30日）　ISBN 978-4344984400
- 『ザ・殺し文句』（新潮社、2016年12月15日）　ISBN 978-4106106958
- 『伝わる人は「1行」でツカむ』（PHP研究所、2017年10月4日）　ISBN 978-4569766867
- 『コト消費の嘘』（角川書店、2017年11月10日）　ISBN 978-4040822082
- 『売れないものを売る方法? そんなものがほんとにあるなら教えてください!』（SB新書、2017年12月6日）　ISBN 978-4797395075
- 『1冊のノートが「あなたの言葉」を育てる』（朝日新聞出版、2018年4月6日）　ISBN 978-4023317031
- 『物を売るバカ2 感情を揺さぶる7つの売り方』（角川書店、2018年10月6日）　ISBN 978-4040822365
- 『自分マーケティング』一点突破で「その他大勢」から抜け出す』（祥伝社新書、2018年12月1日）　ISBN 978-4396115579
- 『マンガでわかるキャッチコピー力の基本』（日本実業出版社、2019年1月18日）　ISBN 978-4534056627
- 『売らない売り方』（日経ビジネス人文庫、2019年3月1日）　ISBN 978-4532198909
- 『人生大逆転のヒントは「お札の中の人」に訊け』（金運大吉と共著、ディスカヴァー・トゥエンティワン、2019年7月12日）　ISBN 978-4799324769
- 『川上から始めよ：成功は一行のコピーで決まる』（筑摩書房、2019年8月6日）　ISBN 978-4480072467
- 『「機動戦士ガンダム」の演説に学ぶ人心掌握術』（集英社、2020年1月24日）　ISBN 978-4087816747
- 『臆病ネコの文章教室』（SBクリエイティブ、2020年3月21日）　ISBN 978-4815605308
- 『仕事で大切なことはすべて尼崎の小さな本屋で学んだ』（ポプラ社、2020年12月16日）　ISBN 978-4591168974
- 『文章の鬼100則』（明日香出版社、2021年4月13日）　ISBN 978-4756921413
- 『使えば使うほど好かれる言葉: たとえば、「いつもありがとう」と言われたら誰もがうれしい!』（三笠書房、2021年6月1日）　ISBN 978-4837969679
- 『400年前なのに最先端! 江戸式マーケ』（文藝春秋、2021年6月10日）　ISBN 978-4163913858
- 『口にすればするほどなぜかうまくいく言葉』（三笠書房、2021年12月27日）　ISBN 978-4837969907
- 『「自分のいいところ」がもっと伝わる58の方法』（三笠書房、2022年3月28日）　ISBN 978-4837969983
- 『すごいタイトル㊙️法則』（青春出版社、2022年5月3日）　ISBN 978-4413046497
- 『面倒なお願いでも、気持ちよく相手に届く伝え方は?』（アスコム 2022年11月11日）　ISBN 978-4776212423
- 『言い換えるとちょっと得する言葉：「助かりました」は「○○さんのおかげです！』（三笠書房 2022年11月30日）　ISBN 978-4837930334
- 『ストーリーブランディング100の法則』（日本能率協会マネジメントセンター 2023年4月26日）　ISBN 978-4800591012
- 『マンガで笑って、言葉の達人!超こども言いかえ図鑑』（小川晶子と共著、Gakken、2023年6月22日）　ISBN 978-4052057342
- 『もえとかえる ことばのふしぎ大冒険』（講談社、2023年9月28日）　ISBN 978-4065330531
- 『高くてもバカ売れ！なんで？ インフレ時代でも売れる7の鉄則』（SBクリエイティブ、2024年2月7日）　ISBN 978-4815622862

## Audio book
- 『仕事はストーリーで動かそう』（パンローリング、2010年）
- 『物を売るバカ』（KADOKAWA、2016年6月10日）[13]
- 『1行バカ売れ』（KADOKAWA、2018年4月25日）[13]
- 『物を売るバカ2：感情を揺さぶる7つの売り方』（KADOKAWA、2019年4月12日）[13]

## 出演

### テレビ
- 『ワールドビジネスサテライト』（テレビ東京）[14]
- 『情報ライブ ミヤネ屋』（日本テレビ）[14]
- 『情報プレゼンター とくダネ!』（フジテレビ）[14]
- 『ニュースJAPAN』（フジテレビ）[14]
- 『新報道2001』（フジテレビ）[14]
- 『めざまし8』(フジテレビ)[14]
- 『THE TIME,』(TBSテレビ)[14]
- 『久米書店』（BS日テレ）[14]
- 『ビーバップ!ハイヒール』（朝日放送テレビ）[14]

### インターネット放送
- 『株式会社ニシノコンサル』(AbemaTV)[14]

### ラジオ
- 『J-WAVE TOKYO MORNING RADIO』 (J-WAVE)[14]
- 『ニュースデリバリー』（FM東京）[14]
- 『上泉雄一のええなぁ!』（MBSラジオ）[14]

### 雑誌
- 『青山デザイン会議』（ブレーン）- 「メンタリストDaiGoと四角大輔と対談）[14]
- 『月刊ブレーン』（ブレーン）- 「ストーリーテリング特集」[14]
- 『プレジデント社#雑誌「プレジデント」』（プレジデント社）[14]
- 『オズプラス』（スターツ出版）- 「合コンで使える自分キャッチフレーズ」[14]
- 『理念と経営』（コスモ教育出版）- 連載「小さくてもきらめく会社」[14]

### 新聞
- 日本経済新聞[14]
- 日経MJ[14]
- 日経産業新聞[14]
- 読売新聞[14]
- 朝日新聞[14]
- 毎日新聞[14]
- 東京新聞[14]
- 中日新聞[14]
- 産経新聞[14]
- 神戸新聞[14]
- 新潟日報[14]
- 東奥日報[14]
- 秋田魁新報[14]
- フジサンケイビジネスアイ[14]
- サンケイエキスプレス[14]
- 夕刊フジ[14]